# Natalija Lalczuk
Natalija Lalczuk-Mustafajewa (ukr. Наталія Ляльчук-Мустафаєва; ros. Наталья Ляльчук; ur. 11 sierpnia 1985 w Równem) – ukraińska wioślarka, od 2011 roku reprezentująca Azerbejdżan.

## Osiągnięcia
- Igrzyska Olimpijskie – Pekin 2008 – czwórka podwójna – 4. miejsce[1][2].
- Mistrzostwa Europy – Ateny 2008 – czwórka podwójna – 1. miejsce[1].
- Mistrzostwa Świata – Poznań 2009 – dwójka podwójna – 11. miejsce[1].
- Mistrzostwa Europy – Brześć 2009 – jedynka – 6. miejsce[1].
- Mistrzostwa Europy – Montemor-o-Velho 2010 – dwójka podwójna – 6. miejsce[1].
- Igrzyska Olimpijskie – Londyn 2012 – jedynka – 12. miejsce[1][2].